# 반종 피산다나쿤
반쫑 삐산타나꾼(태국어: บรรจง ปิสัญธนะกูล, 1979년 9월 11일 ~ )은 태국의 영화 감독, 영화 각본가이다.

## 경력
태국의 유명 공포 영화 감독으로, 쭐랄롱꼰 대학교를 졸업했다. 20대에 장편 데뷔작 《셔터》를 통해 ‘천재 감독’이란 수식어를 얻었다.
2014년 태국 최초의 천만 관객 동원작이자 현재까지 태국 역대 박스 오피스 1위를 차지하고 있는 영화 《피막》을 연출하며 작품성과 대중성 모두를 인정받은 태국 최고의 스타 감독이다.
《곡성》(2016)의 나홍진 감독이 제작하고 반쫑 삐산타나꾼이 연출을 맡은 영화 《랑종》이 2021년 개봉하였다.

## 작품 목록
| 연도 | 제목              | 연출 | 각본 | 비고                                 |
| ---- | ----------------- | ---- | ---- | ------------------------------------ |
| 2002 | Color Blind       | Yes  | Yes  | 단편                                 |
| 2004 | 셔터              | Yes  | Yes  |                                      |
| 2007 | 샴                | Yes  | Yes  |                                      |
| 2008 | 포비아            | Yes  | Yes  | "คนกลาง"(The Man In The Middle) 부분 |
| 2009 | 포비아 2 Phobia 2 | Yes  | Yes  | "คนกอง"(In the End) 부분             |
| 2010 | 헬로 스트레인저   | Yes  | Yes  |                                      |
| 2012 | 죽음의 ABC        | Yes  | No   | "N is for Nuptials" 부분             |
| 2013 | 피막              | Yes  | Yes  |                                      |
| 2016 | 원 데이           | Yes  | Yes  |                                      |
| 2021 | 랑종              | Yes  | Yes  |                                      |

## 수상 및 후보
| 연도 | 제목            | 결과 | 내역                                                                               |
| ---- | --------------- | ---- | ---------------------------------------------------------------------------------- |
| 2008 | 샴              | 후보 | 제12회 판타지아 영화제 (장편 영화)                                                 |
| 2004 | 셔터            | 후보 | 제30회 낭뜨 3대륙 영화제 (같은 시)                                                 |
| 2004 | 셔터            | 후보 | 제9회 판타지아 영화제 (장편 영화)                                                  |
| 2010 | 포비아 2        | 후보 | 제12회 우디네 극동영화제 (태국영화)                                                |
| 2010 | 포비아 2        | 후보 | 제11회 전주국제영화제 (시네마페스트 불면의 밤)                                     |
| 2013 | 헬로 스트레인저 | 후보 | 제8회 오사카 아시안 필름 페스티벌 (셀러브레이팅)                                   |
| 2016 | 피막            | 후보 | 제13회 바르셀로나 빅 아시안 섬머 필름페스티벌(특별상영부문)                        |
| 2016 | 피막            | 후보 | 제32회 샌프란시스코 국제 아시안 아메리칸 영화제 (시네마아시아)                     |
| 2016 | 피막            | 후보 | 제16회 우디네 극동영화제 (태국영화)                                                |
| 2016 | 피막            | 후보 | 제33회 하와이국제영화제 (동남 아시아 쇼케이스)                                     |
| 2016 | 피막            | 후보 | 제23회 후쿠오카 국제 영화제 (오피셜 셀렉션)                                        |
| 2016 | 피막            | 후보 | 제18회 부산국제영화제 (미드나잇 패션)                                              |
| 2016 | 피막            | 후보 | 제36회 하와이국제영화제 동남 아시아 쇼케이스                                       |
| 2017 | 원 데이         | 후보 | 제19회 우디네 극동영화제 (태국영화)                                                |
| 2017 | 원 데이         | 후보 | 제12회 오사카 아시안 필름 페스티벌 (경쟁부문)                                      |
| 2017 | 원 데이         | 후보 | 제12회 오사카 아시안 필름 페스티벌 (태국-일본 외교관계 130주년 타이 필름 프로모션) |